# Gran Premio di Spagna 1954
Il Gran Premio di Spagna 1954 fu la nona ed ultima gara della stagione 1954 del Campionato mondiale di Formula 1, disputata il 24 ottobre sul Circuito di Pedralbes. La manifestazione vide la vittoria di Mike Hawthorn su Ferrari, seguito da Luigi Musso su Maserati e Juan Manuel Fangio su Mercedes.

## Qualifiche
La Lancia D50 di Alberto Ascari, al debutto nel mondiale, fa la pole position in 2:18.1. Juan Manuel Fangio con la Mercedes W196 prova e riprova ma alla fine è di 1” più lento. La Ferrari 53 di Mike Hawthorn e la Maserati 250F di Harry Schell segnano lo stesso tempo, il terzo, ma sono staccate dalla Lancia di 2 secondi e mezzo. Luigi Villoresi, con la seconda D50, è in seconda fila con il quinto tempo. La prima fila vede dunque allineate quattro macchine di quattro marche diverse, nell'ordine la Lancia D50 di Ascari, la Mercedes W196 di Fangio, la Ferrari 553 di Hawthorn e la Maserati 250F di Schell. Nomi altrettanto prestigiosi occupano la seconda fila: Luigi Villoresi con la seconda delle Lancia D50 e le due Maserati 250F di Stirling Moss e Luigi Musso.
| Pos | No | Pilota               | Auto            | Squadra                   | Tempo  | Distacco |
| --- | -- | -------------------- | --------------- | ------------------------- | ------ | -------- |
| 1   | 34 | Alberto Ascari       | Lancia D50      | Scuderia Lancia           | 2:18.1 | -        |
| 2   | 2  | Juan Manuel Fangio   | Mercedes W196   | Daimler-Benz              | 2:19.1 | +1.0     |
| 3   | 38 | Mike Hawthorn        | Ferrari 553/555 | Scuderia Ferrari          | 2:20.6 | +2.5     |
| 4   | 24 | Harry Schell         | Maserati A6GCM  | Privato                   | 2:20.6 | +2.5     |
| 5   | 36 | Luigi Villoresi      | Lancia D50      | Scuderia Lancia           | 2:21.0 | +2.9     |
| 6   | 8  | Stirling Moss        | Maserati 250F   | Officine Alfieri Maserati | 2:21.1 | +3.0     |
| 7   | 14 | Luigi Musso          | Maserati 250F   | Officine Alfieri Maserati | 2:21.5 | +3.4     |
| 8   | 40 | Maurice Trintignant  | Ferrari 625     | Scuderia Ferrari          | 2:21.9 | +3.8     |
| 9   | 6  | Hans Herrmann        | Mercedes W196   | Daimler-Benz              | 2:21.9 | +3.8     |
| 10  | 12 | Sergio Mantovani     | Maserati 250F   | Officine Alfieri Maserati | 2:22.0 | +3.9     |
| 11  | 10 | Roberto Mieres       | Maserati 250F   | Officine Alfieri Maserati | 2:22.3 | +4.2     |
| 12  | 4  | Karl Kling           | Mercedes W196   | Daimler-Benz              | 2:23.4 | +5.3     |
| 13  | 16 | Paco Godia           | Maserati 250F   | Officine Alfieri Maserati | 2:24.2 | +6.1     |
| 14  | 28 | Ken Wharton          | Maserati 250F   | Owen Racing Organisation  | 2:25.7 | +7.6     |
| 15  | 18 | Prince Bira          | Maserati 250F   | Prince Bira               | 2:26.1 | +8.0     |
| 16  | 48 | Jacques Pollet       | Gordini 16      | Equipe Gordini            | 2:27.4 | +9.3     |
| 17  | 20 | Robert Manzon        | Ferrari 625     | Ecurie Rosier             | 2:27.5 | +9.4     |
| 18  | 46 | Jean Behra           | Gordini 16      | Equipe Gordini            | 2:27.8 | +9.7     |
| 19  | 30 | Jacques Swaters      | Ferrari 500 F2  | Ecurie Francorchamps      | 2:28.0 | +9.9     |
| 20  | 26 | Louis Rosier         | Maserati 250F   | Ecurie Rosier             | 2:29.8 | +11.7    |
| 21  | 22 | Toulo de Graffenried | Maserati 250F   | Baron de Graffenried      | 2:29.8 | +11.7    |
| DNS | 42 | Peter Collins        | Vanwall Special | GA Vandervell             | -      | -        |

## Gara
Al via scatta bene la Maserati di Schell, che si porta in testa, seguita dalla Lancia di Ascari. Al termine del 2º giro, le posizioni sono: Schell (Maserati), Ascari (Lancia), Hawthorn e Trintignant (Ferrari), Fangio (Mercedes) e Moss (Maserati). Villoresi è attardato e completa soltanto due giri per problemi ai freni, poi si ritira (qualche fonte parla anche di problemi ai supporti di banco del motore). Al 3º giro Ascari compie il giro più veloce della giornata, sorpassa Schell e si porta al comando con autorità, incrementando il vantaggio giro dopo giro. Al completamento della nona tornata il margine della Lancia di Ascari sulla Maserati di Schell è ormai di una ventina di secondi, ma nel corso del 10º giro sulla D50 si manifestano gravi problemi alla frizione, dove si verifica un trafilaggio di olio che costringe anche Ascari alla resa. Si accerterà poi che il trafilaggio d'olio è probabilmente derivato da un difetto di produzione della scatola della trasmissione. Dopo il ritiro della D50 di Ascari, in testa si alternano la Maserati di Schell e la Ferrari di Trintignant, tallonati dalla Ferrari di Hawthorn e, più a distanza, dalla Mercedes di Fangio. Poi Schell si ritira, Trintignant è costretto a rallentare e al comando passa Hawthorn, che è sempre seguito da Fangio; terzo Luigi Musso. Nel finale, la Mercedes di Fangio accusa un notevole surriscaldamento del motore (dovuto a fogli di giornale che hanno ostruito la presa d'aria di raffreddamento) e deve rallentare notevolmente, cedendo il posto d'onore proprio a Luigi Musso.
| Pos | No | Pilota                                   | Team            | Giri | Tempo/Ritiro            | Griglia | Punti |
| --- | -- | ---------------------------------------- | --------------- | ---- | ----------------------- | ------- | ----- |
| 1   | 38 | Mike Hawthorn                            | Ferrari 553/555 | 80   | 3:13:52.1               | 3       | 8     |
| 2   | 14 | Luigi Musso                              | Maserati 250F   | 80   | +1:13.2                 | 7       | 6     |
| 3   | 2  | Juan Manuel Fangio                       | Mercedes W196   | 79   | +1 Giro                 | 2       | 4     |
| 4   | 10 | Roberto Mieres                           | Maserati 250F   | 79   | +1 Giro                 | 11      | 3     |
| 5   | 4  | Karl Kling                               | Mercedes W196   | 79   | +4 Giri                 | 12      | 2     |
| 6   | 16 | Paco Godia                               | Maserati 250F   | 76   | +4 Giri                 | 13      |       |
| 7   | 26 | Louis Rosier                             | Maserati 250F   | 74   | +6 Giri                 | 20      |       |
| 8   | 28 | Ken Wharton                              | Maserati 250F   | 74   | +6 Giri                 | 14      |       |
| 9   | 18 | Prince Bira                              | Maserati 250F   | 68   | +12 Giri                | 15      |       |
| Ret | 12 | Sergio Mantovani                         | Maserati 250F   | 58   | Freni                   | 10      |       |
| Ret | 22 | Toulo de Graffenried Ottorino Volonterio | Maserati 250F   | 57   | Motore                  | 21      |       |
| Ret | 6  | Hans Herrmann                            | Mercedes W196   | 50   | Accensione              | 9       |       |
| Ret | 40 | Maurice Trintignant                      | Ferrari 625     | 47   | Cambio                  | 8       |       |
| Ret | 48 | Jacques Pollet                           | Gordini 16      | 37   | Motore                  | 16      |       |
| Ret | 24 | Harry Schell                             | Maserati A6GCM  | 29   | Trasmissione            | 4       |       |
| Ret | 8  | Stirling Moss                            | Maserati 250F   | 20   | Pompa olio              | 6       |       |
| Ret | 46 | Jean Behra                               | Gordini 16      | 17   | Freni                   | 18      |       |
| Ret | 30 | Jacques Swaters                          | Ferrari 500 F2  | 16   | Motore                  | 19      |       |
| Ret | 34 | Alberto Ascari                           | Lancia D50      | 10   | Frizione                | 1       | 1     |
| Ret | 36 | Luigi Villoresi                          | Lancia D50      | 2    | Freni                   | 5       |       |
| Ret | 20 | Robert Manzon                            | Ferrari 625     | 2    | Motore                  | 17      |       |
| DNS | 42 | Peter Collins                            | Vanwall Special |      | Non partito - Incidente |         |       |

## Statistiche

### Piloti
- 2ª vittoria per Mike Hawthorn
- 14ª e ultima pole position per Alberto Ascari
- 1° podio per Luigi Musso
- 12º e ultimo giro più veloce per Alberto Ascari
- 1º Gran Premio per Ottorino Volonterio
- Ultimo Gran Premio per Prince Bira e Jacques Swaters

### Costruttori
- 19° vittoria per la Ferrari
- 1ª pole position per la Lancia
- 60° podio per la Ferrari
- 1° e unico giro più veloce per la Lancia
- 1º Gran Premio per la Lancia

### Motori
- 19ª vittoria per il motore Ferrari
- 1° pole position per il motore Lancia
- 60° podio per il motore Ferrari
- 1° e unico giro più veloce per il motore Lancia
- 1º Gran Premio per il motore Lancia

#### Pneumatici
- 28ª vittoria per Pirelli

### Giri al comando
- Harry Schell (1-2, 10, 13, 15-17, 19, 21, 23)
- Alberto Ascari (3-9)
- Maurice Trintignant (11-12, 14, 18, 20)
- Mike Hawthorn (22, 24-80)

## Classifica Mondiale
| Pos | Pilota                | Punti         |
| --- | --------------------- | ------------- |
| 1   | Juan Manuel Fangio    | 42 (57.14)    |
| 2   | José Froilán González | 25.14 (26.64) |
| 3   | Mike Hawthorn         | 24.64         |
| 4   | Maurice Trintignant   | 17            |
| 5   | Karl Kling            | 12            |
| 6   | Bill Vukovich         | 8             |
|     | Hans Herrmann         | 8             |
| 8   | Nino Farina           | 6             |
|     | Jimmy Bryan           | 6             |
|     | Roberto Mieres        | 6             |
|     | Luigi Musso           | 6             |
| 12  | Jack McGrath          | 5             |
| 13  | Stirling Moss         | 4.14          |
|     | Onofre Marimon        | 4.14          |
| 15  | Robert Manzon         | 4             |
|     | Sergio Mantovani      | 4             |
| 17  | Prince Bira           | 3             |
| 18  | Mike Nazaruk          | 2             |
|     | Luigi Villoresi       | 2             |
|     | André Pilette         | 2             |
|     | Élie Bayol            | 2             |
|     | Umberto Maglioli      | 2             |
| 23  | Duane Carter          | 1.5           |
|     | Troy Ruttman          | 1.5           |
| 25  | Alberto Ascari        | 1.14          |
| 26  | Jean Behra            | 0.14          |